# Szlak Lwóweckich Form Skalnych
Szlak Lwóweckich Form Skalnych (SLFM) – znakowany szlak turystyczny w Lwówku Śląskim o długości 5,5 km powstały w 2016 roku. Szlak przebiega przez Pogórze Izerskie województwa Dolnośląskiego; oznaczony jest żółtą skałką na zielonym tle. Szlak prowadzi z centrum Lwówka Śląskiego, przez Górę Szpitalną i Skały Panieńskie do masywu Szwajcarii Lwóweckiej na Bucholcu. Szlak pokrywa się częściowo z zieloną trasą do Nordic Walkingu. Na jego trasie znajdują się również m.in.: ruiny Boberhausu i liczne punkty widokowe.

## Przebieg szlaku
Na podstawie turystycznej mapy szlaku:
- 0,0 km: Lwówek Śląski – Stare Miasto
- 0,6 km: Góra Szpitalna (266 m n.p.m.)
- 1,1 km: Panieńskie Skały
- 2,1 km: Szwajcaria Lwówecka
- 2,9 km: Bucholec – Bukowica (271 m n.p.m.)
- 3,3 km: Wzgórze Kombatantów (244 m n.p.m.)
- 5,5 km: Lwówek Śląski – Stare Miasto